# هيروشي هوندا
هيروشي هوندا (26 مارس 1947 - ) هو لاعب كرة يد اليابان. شارك في الألعاب الأولمبية الصيفية 1972 والألعاب الأولمبية الصيفية 1976.

## وصلات خارجية
- هيروشي هوندا على موقع أوليمبيديا (الإنجليزية)